# Ария Джовани
Ария Джовани (на английски: Aria Giovanni) е американска порнографска актриса и еротичен модел, родена на 3 ноември 1977 г. в Лос Анджелис, щата Калифорния, САЩ.
Дебютира като актриса в порнографската индустрия през 2000 г.